# Homolophus punctatus
Homolophus punctatus is een hooiwagen uit de familie echte hooiwagens (Phalangiidae).